# Yu Sung-yin
Yu Sung-yin (chinesisch 俞松銀; * 22. Januar 1997) ist ein taiwanischer Eishockeyspieler, der seit 2015 bei den New Taipei Islanders in der Chinese Taipei Hockey League spielt.

## Karriere
Yu Sung-yin begann seine Karriere bei den New Taipei Islanders in Taipeh, für die er 2015 in der Chinese Taipei Hockey League debütierte.

### International
Im Juniorenbereich spielte Yu bei der U20-Weltmeisterschaft 2017 in der Division III für Taiwan.
Seinen ersten Einsatz für die taiwanesischen Herren hatte er bei der Weltmeisterschaft 2019 in der Division III. Auch bei den Weltmeisterschaften 2022 und 2023, als der erstmalige Aufstieg der Taiwaner in die Division II gelang, spielte er in der Division III. Bei der Weltmeisterschaft 2024 spielte er dann in der Division II. Zudem stand er im Aufgebot seines Landes bei den Olympiaqualifikationen für die Winterspiele in Peking 2022 und  in Mailand 2026 und bei den Winter-Asienspielen 2025 im chinesischen Harbin.

## Erfolge und Auszeichnungen
- 2023 Aufstieg in die Division II, Gruppe B, bei der Weltmeisterschaft der Division III, Gruppe A